# Kazimierz Dąbrowski
Kazimierz Dąbrowski est un psychiatre et psychologue polonais né le 1er septembre 1902 à Klarów et mort le 26 novembre 1980 à Varsovie.

## Biographie

### Enfance et éducation
Kazimierz Dąbrowski est le troisième fils d'une famille de quatre enfants. Kazimierz reçoit sa première éducation au domicile de ses parents, dans le domaine de Klarów près de Lublin, où son père, Antoni, est administrateur.
De 1916 à 1921, il étudie au collège privé pour hommes Stefan Batory à Lublin, où l'un de ses professeurs est Roman Ingarden.

### Concept de désintégration positive
Dans ses travaux, Kazimierz Dąbrowski développe le concept de la désintégration positive. Il est co-auteur d'un dictionnaire de sa pensée, Le Dynamisme des concepts publié en 1972[réf. nécessaire].

## Publications
- 1935 : Nerwowość dzieci i młodzieży
- 1959 : Społeczno-wychowawcza psychiatria dziecięca
- 1964 : O dezintegracji pozytywnej
- 1964 : Positive desintegration
- 1967 : Personality shaping through positive desintegration
- 1970 : Mental Growth Through Positive Disintegration (Gryf Publications Ltd)
- 1970 : Psychoneurosis Is Not an illness (Gryf Publications Ltd)
- 1972 : Existential thoughts and aphorisms (Paul Cienin-Pseudonyme)
- 1972 : Fragments from the diary of a madman (Pawel Cienin-Pseudonyme)
- 1972 : Myśli i aforyzmy egzystencjalne (Pawel Cienin:Pseudonyme)
- 1972 : The dynamics of concepts
- 1975 : Trud istnienia
- 1979 : Dezintegracja pozytywna
- 1989 : W poszukiwaniu zdrowia psychicznego

### Ouvrages traduits en français
- La croissance mentale par la désintégration positive, Saint Yves Inc, Ste-Foy, 1972.
- La psychonévrose n'est pas une maladie, Saint Yves Inc, 1972.
- Psychothérapies actuelles, Saint Yves Inc, Ste-Foy, 1977.
- S'il y a un toxicomane dans votre famille, Saint Yves Inc, Ste-Foy, 1977.
- La Formation de la personnalité par la désintégration positive, Éditions Pilule Rouge, 2017.